# هنري يول (جغرافي)
العقيد السير هنري يول حامل وسام نجمة الهند، ووسام الحمام، وعضو المجتمع الملكي الإسكتلندي الجغرافي (1 مايو 1820 - 30 ديسمبر 1889) كان مستشرقًا وجغرافيًا اسكتلنديًا. وقد نشر العديد من كتب السفر، بما في ذلك ترجمات أعمال ماركو بولو وكتاب ميرابيليا للراهب الدومينيكاني جوردانوس في القرن الرابع عشر. وكان أيضًا مترجمًا لقاموس هوبسون-جوبسون للمصطلحات الأنجلو-هندية مع آرثر كوك بورنيل.

## النشأة
ولد هنري يول في إنفيريسك بالقرب من إدنبرة في إسكتلندا في 1 مايو عام 1820. وكان الابن الأصغر للرائد ويليام يول (1764-1839) وزوجته إليزابيث باترسون (توفيت نحو عام 1827). عمل ويليام يول كضابط في جيش البنغال في شركة الهند الشرقية وتقاعد عام 1806. وكان عم ويليام عالم النبات جون يول زميل الجمعية الملكية لإدنبرة.
توفيت إليزابيث قبل أن يبلغ هنري الثامنة من العمر وانتقل ويليام إلى إدنبرة مع أبنائه، حيث التحق هنري بالمدرسة الثانوية الملكية. وفي عام 1833 جرى إرساله ليدربه القس هنري هاميلتون في بيت القسيس بقرية واث بالقرب من ريبون في شمال يوركشاير. وعندما انتقل هاميلتون إلى كامبريدج في العام التالي، نُقل يول إلى رعاية القس جيمس شاليس في بابوورث إفرارد بالقرب من كامبريدج. وكان الطلاب المقيمون الآخرون هم جون نيل وهارفي غودوين. (شارك نيل في تأسيس جمعية القديسة مارغريت، وهي جماعة من النساء في كنيسة إنجلترا مكرسة لرعاية المرضى، بينما أصبح غودوين أسقف كارلايل). وانتهت إقامة يول في بابوورث إفرارد في عام 1826 عندما عُين تشاليس أستاذًا فخريًا لعلم الفلك وانتقل إلى المرصد في كامبريدج.
بعد فترة وجيزة في كلية لندن الجامعية التحق يول بكلية الهند الشرقية العسكرية في أديسكومب بالقرب من كرويدون (1837-1838)، ثم التحق بمؤسسة المهندسين الملكية في تشاثام، كنت. وحصل على منصبه العسكري في ديسمبر عام 1838، وانضم إلى المهندسين البنغال في عام 1840.
عمل شقيقا هنري في الهند. وعمل أكبرهم جورج أودني يول (1813-1886) في الخدمة المدنية في البنغال. وتوفي الأخ الآخر روبرت (1817-1857) بالقرب من دلهي أثناء ثورة الهند. وعالم الإحصاء أودني يول هو ابن جورج وبالتالي ابن أخ هنري.
كان هنري مهتمًا بالأدب العربي والفارسي وجمع المخطوطات القديمة. وقد جرى التبرع بها لاحقًا من قبل أبنائه للمتحف البريطاني. وترجم حكم علي بن أبي طالب (في إشارة إلى علي، خليفة محمد نبي الإسلام؛ تشير الكلمة الإنجليزية الغامضة «Apothegms» إلى أقوال قصيرة بليغة).

## الهند
وصل يول إلى كلكتا في نهاية عام 1840. وكان أول منصب له في تلال خاسي، وهي منطقة نائية إلى الشمال الشرقي من البنغال في ولاية ميغالايا الحديثة. وكانت مهمته إنشاء طريقة عملية لنقل الفحم إلى السهول. مع أنه لم ينجح في ذلك، لكنه انبهر بالمنطقة وكتب رواية عن سكانها، بما في ذلك أول وصف مكتوب لجسورهم من الجذور الحية. وفي عام 1842 جرى نقله إلى فريق من المهندسين بقيادة النقيب (لاحقًا الجنرال) ويليام بيكر المكلف ببناء قنوات الري. وكان مقرهم الرئيسي في كارنال على بعد 130 كم (81 ميل) إلى الشمال من دلهي.
عاد يول إلى إنجلترا عام 1843 وتزوج ابنة خاله آنا ماريا (توفيت عام 1875)، ابنة اللواء مارتن وايت من مشاة البنغال (توفي عام 1856). وفي نوفمبر عام 1843 رافقته إلى الهند لكنها عادت بسبب اعتلال صحتها. ثم جرى تعيينه في لجنة مكلفة بالتحقيق في العلاقة بين الري من خلال قناة الغانج وأثرها على الصحة العامة في المنطقة. وقد خدم في حربي السيخ (1845-1846 و1848-1849). وفي عام 1849 أخذ إجازة طويلة لمدة ثلاث سنوات وعاد للعيش في إدنبرة مع زوجته. وحاضر في الأكاديمية البحرية والعسكرية الإسكتلندية وكتب مجلدًا عن التحصينات (1851).
ولدت ابنته إيمي عام 1852 وبعد ولادتها بفترة وجيزة عاد يول إلى البنغال. وعمل في أراكان وبورما وتولى مسؤولية نظام جديد للسكك الحديدية. وجرت مقاطعة ذلك من خلال تعيينه كسكرتير لبعثة العقيد آرثر فاير إلى آفا في بورما في عام 1855. وفي عام 1858 نشر روايته حول هذه الرحلة باسم سرد للبعثة إلى بلاط آفا مع الرسوم التوضيحية. وجعل تمرد عام 1857 حياته صعبة، وعلى الرغم من أن يول كان قريبًا من جنرالي الحاكم اللورد دالهوزي واللورد كانينغ، لكنه فقد الاهتمام بعمله.